# 帕斯托拉诺
帕斯托拉诺（義大利語：Pastorano），是意大利卡塞塔省的一个市镇。总面积13平方公里，人口2871人，人口密度220.8人/平方公里（2009年）。ISTAT代码为061055。